# We Can’t Stop
We Can’t Stop – pierwszy singel amerykańskiej piosenkarki Miley Cyrus, promujący jej czwarty album, zatytułowany Bangerz. Singel został wydany 3 czerwca 2013 roku. Twórcami tekstu utworu są Mike L. Williams II, Pierre Ramon Slaughter, Timothy Thomas, Theron Thomas, Miley Cyrus, Douglas Davis oraz Ricky Walters, natomiast jego produkcją zajęli się Mike Will Made It, P-Nasty i Rock City. 
„We Can’t Stop” jest utrzymany w stylu muzyki pop oraz R&B. Utwór otrzymał mieszane recenzje od krytyków muzycznych, którzy chwalili ogólną produkcję, natomiast został skrytykowany tekst, w którym jest mowa o narkotykach i imprezach. Piosenka dotarła do drugiego miejsca na liście Billboard Hot 100. W styczniu 2014 roku, singel sprzedał się w ponad dwóch milionach egzemplarzy w Stanach Zjednoczonych. Piosenka pozycję szczytową osiągnęła w Nowej Zelandii i Wielkiej Brytanii.
Towarzyszący teledysk do „We Can’t Stop” został wydany 19 czerwca 2013 roku. Otrzymał on zwykle mieszane recenzje od krytyków, którzy byli podzieleni w swoich opiniach dotyczących prowokacyjnych zmian wizerunkowych Cyrus. W ciągu pierwszych dwudziestu czterech godzin od jego wydania, klip został odtworzony ponad 10,7 miliona razy. Tym samym Miley Cyrus osiągnęła nowy rekord wyświetleń teledysku, który wcześniej należał do Justina Biebera oraz Nicki Minaj i ich singla „Beauty and a Beat” z 10,6 milionami. Teledysk w ciągu trzydziestu siedmiu dni od premiery, pobił rekord w przekroczeniu 100 milionów wyświetleń na Vevo w jak najkrótszym czasie. Oba rekordy zostały ostatecznie pokonane przez teledysk Cyrus do singla „Wrecking Ball” we wrześniu 2013 roku. 
Podczas MTV Video Music Awards 2013, piosenkarka w kontrowersyjny sposób zaprezentowała piosenkę, za co została licznie skrytykowana przez krytyków.

## Nagrania i personel
Nagrania
- Nagrane w Nightbird Studios (West Hollywood, Kalifornia); Conway Recording Studios (Los Angeles, Kalifornia); Glenwood Studios (Burbank, Kalifornia).
- Miksowane w The Penua Project/Innersound; zarządzanie w Larrabee Sound Studios (North Hollywood, Kalifornia).

Personel
- Miley Cyrus – wokal prowadzący, chórki, autor tekstu
- Douglas Davis – autor tekstu
- Mike Gaydusek – asystent
- Trehy Harris – asystent
- Stephen Hybicki – producent muzyczny
- Jaycen Joshua – miksowanie
- Mike Will Made It – autor tekstu, producent
- Chris „TEK” O’Ryan – miksowanie
- Eva Reistad – asystent
- Ruben Rivera – producent muzyczny
- Tim Roberts – producent muzyczny
- Pierre Ramon Slaughter – autor tekstu, producent
- Timothy Thoma – autor tekstu, producent, wokal producenta
- Theron Thomas – autor tekstu, producent, wokal producenta
- Ricky Walters – autor tekstu

## Notowania i certyfikaty
| Lista (2013)                                  | Najwyższa pozycja |
| --------------------------------------------- | ----------------- |
| Australia (Top 50 Singles)                    | 4                 |
| Austria (Ö3 Austria Top 40)                   | 8                 |
| Belgia (Ultratop 50 Singles, Flandria)        | 20                |
| Belgia (Ultratop 50 Singles, Walonia)         | 11                |
| Czechy (Rádio – Top 100)                      | 9                 |
| Dania (Track Top-40)                          | 11                |
| Finlandia (Suomen virallinen lista – Singlet) | 15                |
| Francja (Top Singles & Titres)                | 26                |
| Hiszpania (PROMUSICAE)                        | 5                 |
| Irlandia (Singles Chart)                      | 7                 |
| Japonia (Japan Hot 100)                       | 7                 |
| Kanada (Billboard Canadian Hot 100)           | 3                 |
| Niemcy (Media Control Charts)                 | 16                |
| Norwegia (VG-Lista)                           | 2                 |
| Nowa Zelandia (Recorded Music NZ)             | 1                 |
| Słowacja (Rádio – Top 100)                    | 19                |
| Stany Zjednoczone (Hot 100)                   | 2                 |
| Szwajcaria (Singles Top 100)                  | 19                |
| Szwecja (Sverigetopplistan)                   | 5                 |
| Wielka Brytania (UK Singles Chart)            | 1                 |
| Włochy (FIMI)                                 | 33                |

| Lista (2013)                        | Najwyższa pozycja |
| ----------------------------------- | ----------------- |
| Australia (Top 100 Singles)         | 30                |
| Austria (Ö3 Austria Top 40)         | 59                |
| Belgia (Ultratop, Flandria)         | 78                |
| Belgia (Ultratop, Walonia)          | 72                |
| Hiszpania (PROMUSICAE)              | 39                |
| Kanada (Billboard Canadian Hot 100) | 32                |
| Niemcy (Media Control Charts)       | 92                |
| Nowa Zelandia (Recorded Music NZ)   | 26                |
| Stany Zjednoczone (Hot 100)         | 17                |
| Szwecja (Sverigetopplistan)         | 34                |
| Wielka Brytania (UK Singles Chart)  | 28                |

| Państwo                      | Status             |
| ---------------------------- | ------------------ |
| Australia (ARIA)             | 3× platynowa płyta |
| Austria (IFPI Austria)       | złota płyta        |
| Dania (IFPI Dania)           | platynowa płyta    |
| Kanada (Music Canada)        | 4× platynowa płyta |
| Meksyk (AMPROFON)            | platynowa płyta    |
| Niemcy (BVMI)                | złota płyta        |
| Nowa Zelandia (RMNZ)         | platynowa płyta    |
| Stany Zjednoczone (RIAA)     | 5× platynowa płyta |
| Szwajcaria (IFPI Szwajcaria) | złota płyta        |
| Szwecja (GLF)                | 3× platynowa płyta |
| Wenezuela (APFV)             | platynowa płyta    |
| Wielka Brytania (BPI)        | platynowa płyta    |
| Włochy (FIMI)                | platynowa płyta    |

## Historia wydania
| Region            | Data            | Format               | Wytwórnia | Źródło |
| ----------------- | --------------- | -------------------- | --------- | ------ |
| Stany Zjednoczone | 3 czerwca 2013  | CD, digital download | RCA       | [ 46 ] |
| Austria           | 6 czerwca 2013  | CD, digital download | RCA       | [ 47 ] |
| Francja           | 6 czerwca 2013  | CD, digital download | RCA       | [ 48 ] |
| Włochy            | 6 czerwca 2013  | CD, digital download | RCA       | [ 49 ] |
| Wielka Brytania   | 11 czerwca 2013 | CD, digital download | RCA       | [ 50 ] |
| Niemcy            | 6 września 2013 | CD, digital download | RCA       | [ 51 ] |